# Guards Trophy 1962
Die Guards Trophy 1962, auch The International Guards Trophy For Sports Cars Brands Hatch, fand am 6. August 1962 auf der Rennstrecke von Brands Hatch statt. Das Rennen zählte zu keiner Rennserie.

## Das Rennen
Die Guards Trophy 1962 war der letzte Rennerfolg des Ferrari Dino 246SP. Mike Parkes siegte im Werkswagen vor Innes Ireland im Lotus 19 und Joakim Bonnier im Ferrari 250TRI. Der anfangs führende Jim Clark im Lotus 23 fiel durch Kupplungsschaden aus.

## Ergebnisse

### Schlussklassement
| 1               | S 3.0   | 6  | SEFAC Automobili Ferrari           | Mike Parkes         | Ferrari Dino 246SP       | 50 |
| 2               | S 3.0   | 11 | UDT-Laystall Racing Team           | Innes Ireland       | Lotus 19                 | 50 |
| 3               | S 3.0   | 7  | Scuderia SSS Repubblica di Venezia | Joakim Bonnier      | Ferrari 250TRI           | 49 |
| 4               | S 3.0   | 8  | Scuderia SSS Repubblica di Venezia | Carlo-Maria Abate   | Ferrari 250 GT SWB Drogo | 49 |
| 5               | S 3.0   | 10 | Updraught Enterprises              | Roger Penske        | Cooper Monaco T57        | 49 |
| 6               | S + 3.0 | 2  | R. F. G. Wrottesley                | Bruce Halford       | Lister                   | 48 |
| 7               | S 1.3   | 22 | Elva Cars Ltd.                     | Dizzy Addicott      | Elva MK.VI               | 48 |
| 8               | S + 3.0 | 4  | Peter Sutcliffe                    | Peter Sutcliffe     | Jaguar D-Type            | 47 |
| 9               | S 1.3   | 24 | Ian Walker Racing Ltd.             | Mike Spence         | Lotus 23                 | 47 |
| 10              | S 2.0   | 19 | Bob Hicks                          | Bob Hicks           | Lotus 23                 | 47 |
| 11              | S 2.0   | 16 | Roy Pierpoint                      | Roy Pierpoint       | Lotus 15                 | 45 |
| 12              | S 1.3   | 26 | Peter Boshier-Jones                | Peter Boshier-Jones | Lotus 23                 | 45 |
| 13              | S 3.0   | 9  | Peter Joop                         | Peter Joop          | Aston Martin DBR1        | 44 |
| 14              | S 2.0   | 20 | Ian Walker Racing Ltd.             | Paul Hawkins        | Lotus 23                 | 44 |
| 15              | S 1.3   | 25 | Ecurie Wild Goose                  | Anthony Kilburn     | Lotus 23                 | 43 |
| 16              | S 1.3   | 30 | Redstone Racing                    | Pat Hovenden        | Elva Mk.VI               | 42 |
| 17              | S + 3.0 | 5  | Mike Pendleton                     | Mike Pendleton      | Lister Costin            | 42 |
| 18              | S 2.0   | 21 | Irish Racing Team                  | Bill Bradshaw       | Lotus 23                 | 40 |
| Ausgefallen     |         |    |                                    |                     |                          |    |
| 19              | S 2.0   | 17 | Douglas Graham                     | Douglas Graham      | Lotus 15                 | 40 |
| 20              | S 3.0   | 12 | Ecurie Ecosse                      | Jack Fairman        | Tojeiro EE               | 25 |
| 21              | S 2.0   | 15 | Roseberry Service Station          | Jimmy Blumer        | Cooper Monaco            | 24 |
| 22              | S 1.3   | 23 | Arvin Developments                 | Frank Gardner       | AD Sportive              | 21 |
| 23              | S 1.3   | 27 | Tony Hegbourne                     | Tony Hegbourne      | Lola MK1                 | 16 |
| 24              | S 2.0   | 18 | Essex Racing Stable                | Jim Clark           | Lotus 23                 | 12 |
| 25              | S 1.3   | 29 | Ian Raby                           | Ian Raby            | Merlyn MK.4              | 6  |
| 26              | S 1.3   | 31 | Lord Clydesdale                    | Angus Clydesdale    | Lola MK1                 | 1  |
| Nicht gestartet |         |    |                                    |                     |                          |    |
| 27              | S 3.0   | 1  | Maserati France                    | Lucien Bianchi      | Maserati Tipo 151        | 1  |
| 28              | S 1.3   | 28 | Laurie Keens                       | Laurie Keens        | Lotus 23                 | 2  |

1kein Öldruck
2nicht gestartet

### Nur in der Meldeliste
Hier finden sich Teams, Fahrer und Fahrzeuge, die ursprünglich für das Rennen gemeldet waren, aber nicht daran teilnahmen.
| Pos. | Klasse  | Nr. | Team          | Fahrer        | Chassis       |
| ---- | ------- | --- | ------------- | ------------- | ------------- |
| 29   | S + 3.0 | 3   | John Coundley | John Coundley | Lister        |
| 30   | S 3.0   | 14  | Ecurie Ecosse | Tom Dickson   | Cooper Monaco |
| 31   | S 1.3   | 32  | Ewan Paul     | Ewan Paul     | Lotus Eleven  |

### Klassensieger
| Klasse  | Fahrer         | Fahrzeug           | Platzierung im Gesamtklassement |
| ------- | -------------- | ------------------ | ------------------------------- |
| S + 3.0 | Bruce Halford  | Lister             | Rang 6                          |
| S 3.0   | Mike Parkes    | Ferrari Dino 246SP | Gesamtsieg                      |
| S 2.0   | Bob Hicks      | Lotus 23           | Rang 10                         |
| S 1.3   | Dizzy Addicott | Elva MK.VI         | Rang 7                          |

### Renndaten
- Gemeldet: 31
- Gestartet: 26
- Gewertet: 18
- Rennklassen: 4
- Zuschauer: unbekannt
- Wetter am Renntag: warm und trocken
- Fahrzeit des Siegerteams: 1:35:12,000 Stunden
- Gesamtrunden des Siegerteams: 50
- Gesamtdistanz des Siegerteams: 214,043 km
- Siegerschnitt: 139,578 km/h
- Pole Position: Innes Ireland – Lotus 19 (#11) – 1.44.400
- Schnellste Rennrunde: Mike Parkes – Ferrari Dino 246SP (#6) 1.50.000 – 139.578 km/h
- Rennserie: zählte zu keiner Rennserie